# Aleksandr Maksimow
Aleksandr Jefimowicz Maksimow (ros. Александр Ефимович Максимов, ur. 2 sierpnia?/15 sierpnia 1914 we wsi Pieriełogi w obwodzie włodzimierskim, zm. 23 marca 1984 w Jarosławiu) – radziecki lotnik wojskowy, generał major lotnictwa, Bohater Związku Radzieckiego (1945).

## Życiorys
W 1934 skończył szkołę fabryczno-zawodową we Włodzimierzu, w 1937 lotniczą szkołę cywilnej floty powietrznej w Tambowie, a w 1938 kursy doskonalenia kadry dowódczej w Uljanowsku, pracował jako lotnik-instruktor w aeroklubach. W grudniu 1940 został skierowany do wojskowej lotniczej szkoły pilotów i jednocześnie do Armii Czerwonej, w maju 1941 przyjęto go do WKP(b). Od grudnia 1941 walczył w wojnie z Niemcami na Froncie Zachodnim, później Południowo-Zachodnim, Stepowym, Woroneskim, 1 i 2 Ukraińskim, w czerwcu 1942 pod Orłem został ranny. Po wyleczeniu skończył kursy dowódców eskadr, później jako dowódca eskadry w pułku lotnictwa myśliwskiego brał udział w bitwie pod Kurskiem i walkach na Ukrainie i w Mołdawii. Wykonał 444 loty bojowe, staczając 68 walk powietrznych, w których zestrzelił 22 samoloty wroga. Był dwukrotnie ranny. W 1953 ukończył wyższe kursy doskonalenia kadry dowódczej, w 1958 otrzymał stopień generała majora lotnictwa, w grudniu 1961 został zwolniony do rezerwy. Jego imieniem nazwano ulicę w Jarosławiu.

## Odznaczenia
- Złota Gwiazda Bohatera Związku Radzieckiego (10 kwietnia 1945)
- Order Lenina
- Order Czerwonego Sztandaru (trzykrotnie - 22 lipca 1943, 19 marca 1944 i 21 stycznia 1957)
- Order Aleksandra Newskiego (15 grudnia 1943)
- Order Wojny Ojczyźnianej I klasy (11 października 1943)
- Order Czerwonej Gwiazdy (dwukrotnie - 4 czerwca 1955 i 30 grudnia 1956)
- Medal za Odrę, Nysę, Bałtyk (Polska Ludowa)